# Saint-Paul (rivière)
Pour les articles homonymes, voir Saint-Paul.
La rivière Saint-Paul (en anglais : Saint Paul River) est une rivière de l'ouest de l'Afrique.
Elle prend sa source au sud-est de la Guinée, avant de rejoindre le Liberia en formant une partie de la frontière entre les deux pays. Sa partie guinéenne est connue sous le nom de rivière Diani (en anglais : Diani River) ou de rivière Niandi (en anglais : Niandi River). Elle rejoint le Liberia à environ 50 km au nord de Gbarnga et traverse le pays en direction du sud-ouest. Elle finit par se jeter dans l'océan Atlantique au niveau du cap Mesurado,.

## Histoire
La rivière est nommée par les navigateurs portugais au XVe siècle qui ont les premiers vu la rivière le jour de la Saint Paul.